# Blepharis
- Commons
- Wikispecies

Blepharis Juss., segundo o Sistema APG II, é um gênero botânico da família Acanthaceae.

## Sinonímia
- Acanthodium Delile
- Blepharacanthus Nees ex Lindl.
- Trichacanthus Zoll. & Moritzi

## Espécies
- Blepharis dhofarensis, A.G.Mill.
- Blepharis mitrata, C.B.Clarke
- Blepharis spiculifolia, Balf.f.
- «Lista completa»

## Nome e referências
Blepharis Juss., 1789

## Classificação do gênero
| Sistema | Classificação                       | Referência            |
| ------- | ----------------------------------- | --------------------- |
| APG II  | Ordem Lamiales, família Acanthaceae | APweb, versão 9, 2008 |